# Acequia Real de Alcoy
La Acequia Real de Alcoy  (en valenciano, Séquia Reial d'Alcoi) es una canalización de riego que se alimenta con aguas del río Serpis. Se origina en el Azud de Encarroz (Assut d'en Carròs), en el norte del término de Villalonga, y finaliza en el partidor de la Casa Fosca, en el municipio de Potríes. Aunque por sí misma es una acequia corta, es una pieza fundamental en el sistema hidráulico del Azud de Encarroz y por ello en el suministro de agua de la comarca de la Safor.

## Nombre
La mención Alcoy no hace referencia a la ciudad, sino al río Serpis, el cual también es conocido como río Alcoy o, en valenciano, riu d'Alcoi. También se conoce como Acequia Real del Serpis (Séquia Reial del Serpis).

## Recorrido

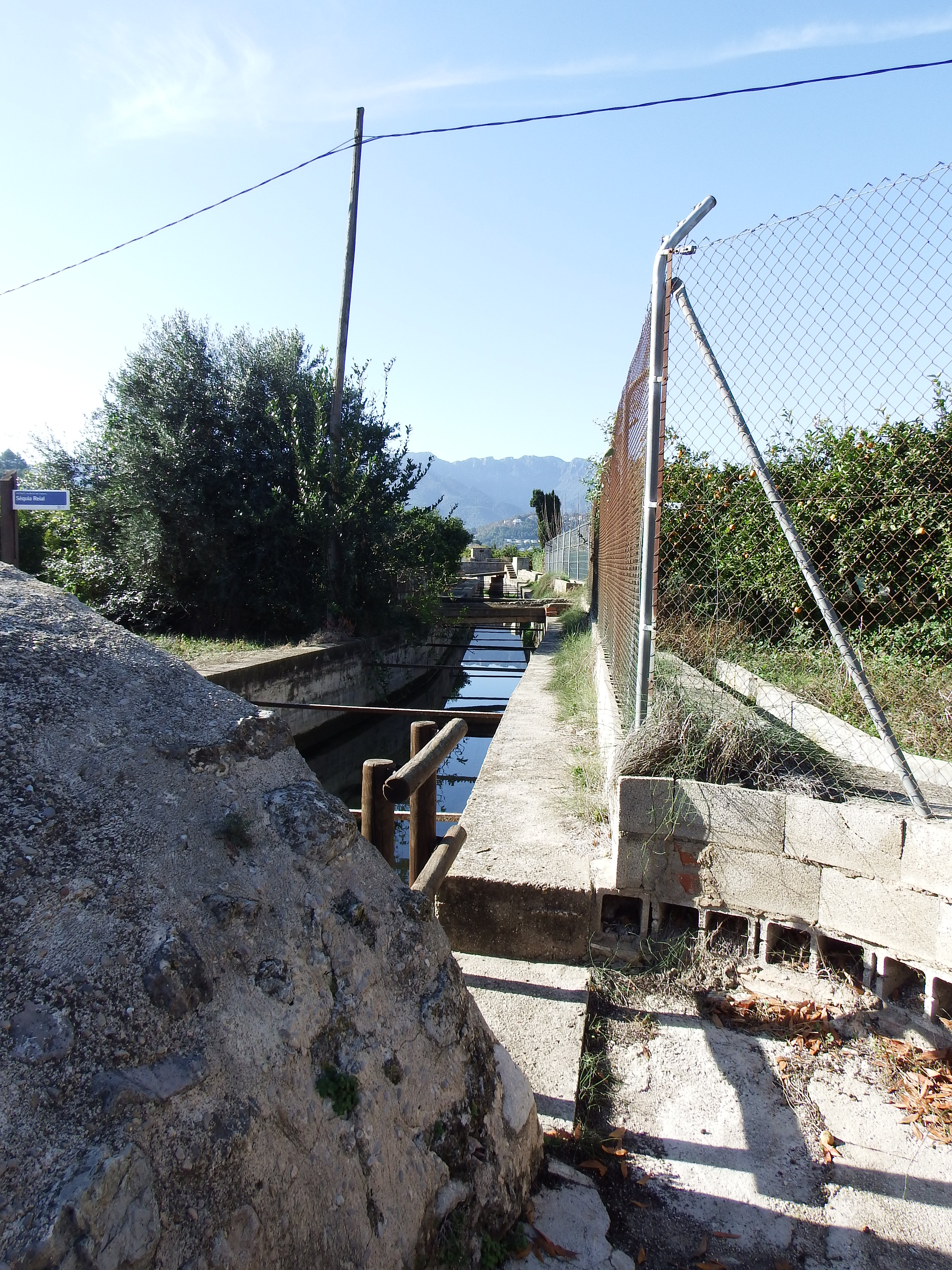
La acequia accediendo a la Casa Fosca

La acequia se origina en el Azud de Encarrós, que es una presa de gravedad con cuerpo móvil, que ocupa una superficie de 4,5 hectáreas, con un volumen de embalse de 71 hectómetros cúbicos. Se encuentra junto a las Casetes de l'Assut, en el término de Villalonga, y sustituye a un antiguo azud que cumplía la misma función.
Las aguas discurren hacia el norte, por la orilla derecha del río Serpis. Discurre por el término de Villalonga durante un kilómetro, donde riega la partida de El Reconc, pasa el barranco del Moratal y rodea el cerro del Mirador. A continuación, entra en territorio de Potríes, siempre en el espacio entre el Serpis y la carretera CV-680. En Potríes riega la partida de la Casa Fosca, y al cabo de 800 metros llega al partidor del mismo nombre.
En el partidor de la Casa Fosca, la acequia se divide, dando origen a la Acequia del Rebollet (Séquia del Rebollet), que se dirige hacia el este y riega los términos de Potríes, Fuente Encarroz y Oliva; y la Acequia Común de Gandía y Oliva (Séquia Comuna de Gandia i Oliva), que se dirige hacia el noreste hasta el partidor de la Casa Clara, donde se divide entre la Acequia Común de Oliva (Séquia Comuna d'Oliva) y la Acequia Común de Gandía (Séquia Comuna de Gandia).

## Descripción
Hasta la década de 1950, los márgenes de la acequia eran de tierra. Entonces se procedió a fijar en los márgenes piedras trabadas con mortero de cal, y después rellenar de cemento hidráulico hasta cubrir totalmente los márgenes, lo que se hizo mediante un encofrado de madera, por lo que se pueden apreciar las huellas de los listones en la acequia. Así los muros flanquean el cajero -la sección de la acequia por donde discurre el agua- tiene un espesor de 60 centímetros en el lado norte y 30 en el sur. De la misma forma, en el suelo se procedió a empedrarlo y posteriormente revestirlo de cemento.
Respecto de la anchura del cajero, este se va ensanchando a medida que se aproxima al partidor de aguas de destino, el de la Casa Fosca. Esto se hace para disminuir la fuerza de las aguas, de forma que la distribución de las mismas sea más controlable, al tiempo que se evitan los posibles daños estructurales que podría provocar un excesivo volumen de agua. Así, mientras que a 13 metros del partidor la anchura del cajero es de 2,48 metros, a medio metro es de 3,50, y aún aumenta a 3,70 en el propio punto de entrada. La profundidad es de 1,5 metros aproximadamente.